# Electrorana limoae
Electrorana limoae (лат.) — вымерший вид лягушек, обитавших на территории Мьянмы в середине мелового периода, около 99 миллионов лет назад. Типовой и единственный вид в составе рода Electrorana. Родовое название образовано от лат. electrum — янтарь, и лат. rana — лягушка. Видовое название дано в честь госпожи Мо Ли, которая приобрела и предоставила образцы для исследования.

## Описание

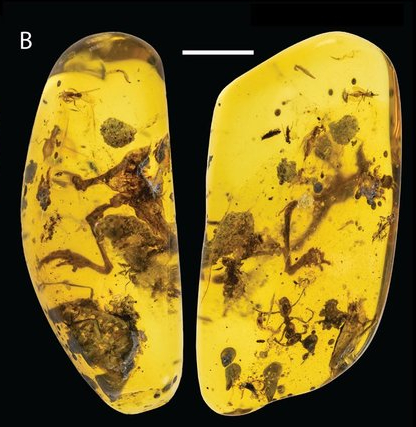
Паратип

Животное описано на основе четырёх образцов различной степени сохранности из бирманского янтаря. Длина этих особей составляет 2 см, хотя предполагается, что они, вероятно, являются молодью.

## Таксономия
Филогенетический анализ показывает, что Electrorana является относительно базальной лягушкой, которая находится за пределами группы Neobatrachia, с неясным родством с ныне живущими кладами базальных лягушек. В некоторых анализах обнаружено близкое родство Electrorana с вымершей лягушкой Aerugoamnis из эоцена Северной Америки.

## Экология
Считается, что Electrorana обитала во влажных тропических лесах, что делает её одной из древнейших известных лягушек, проживавших в такой среде.